# Art of Fighting
Art of Fighting – bijatyka 2D, stworzona przez SNK, wydana w roku 1992 na automaty oraz konsole Neo Geo. To pierwsza gra z serii Art of Fighting Głównymi bohaterami są Ryo Sakazaki i Robert Garcia – muszą oni uratować siostrę Ryo, Yuri Sakazaki, którą porwał Mr. Big, jeden z szefów przestępczego świata. Zrobił to, by ukarać jej ojca – Takumę Sakazaki. By uratować Yuri, dwaj bohaterowie muszą w różnych miejscach w mieście stoczyć serię pojedynków z różnymi postaciami. Wiele postaci z Art of Fighting wystąpiło później jako grywalne postacie w innej serii bijatyk SNK – King of Fighters. Byli to główni bohaterowie, Yuri, Mr. Big czy Takuma, a także King – tutaj siłą przymuszona do pracy dla Mr. Biga. Inni odgrywali znacznie mniejszą rolę, pełniąc na przykład funkcję strikera lub występując w tle jako cameo.

## Rozgrywka
Gra jest typową bijatyką 1 na 1, gdzie gracz za pomocą kopnięć i uderzeń musi zabrać przeciwnikowi cały pasek życia. Do tego możliwe jest blokowanie ataków, przez użycie ruchu w tył, a także rzutów. Postacie mają do dyspozycji pasek energii – to za jej pomocą można wykonywać specjalne ataki, jak fireballe. By ją załadować, gracz musi wykonać specjalną kombinację klawiszy a także osłabiać energię przeciwnikowi przez " taunting" – obrażanie go.